# Ptychoptera perbona
Ptychoptera perbona is een muggensoort uit de familie van de glansmuggen (Ptychopteridae). De wetenschappelijke naam van de soort werd voor het eerst geldig gepubliceerd in 1946 door Charles Paul Alexander.